# Skunk Works

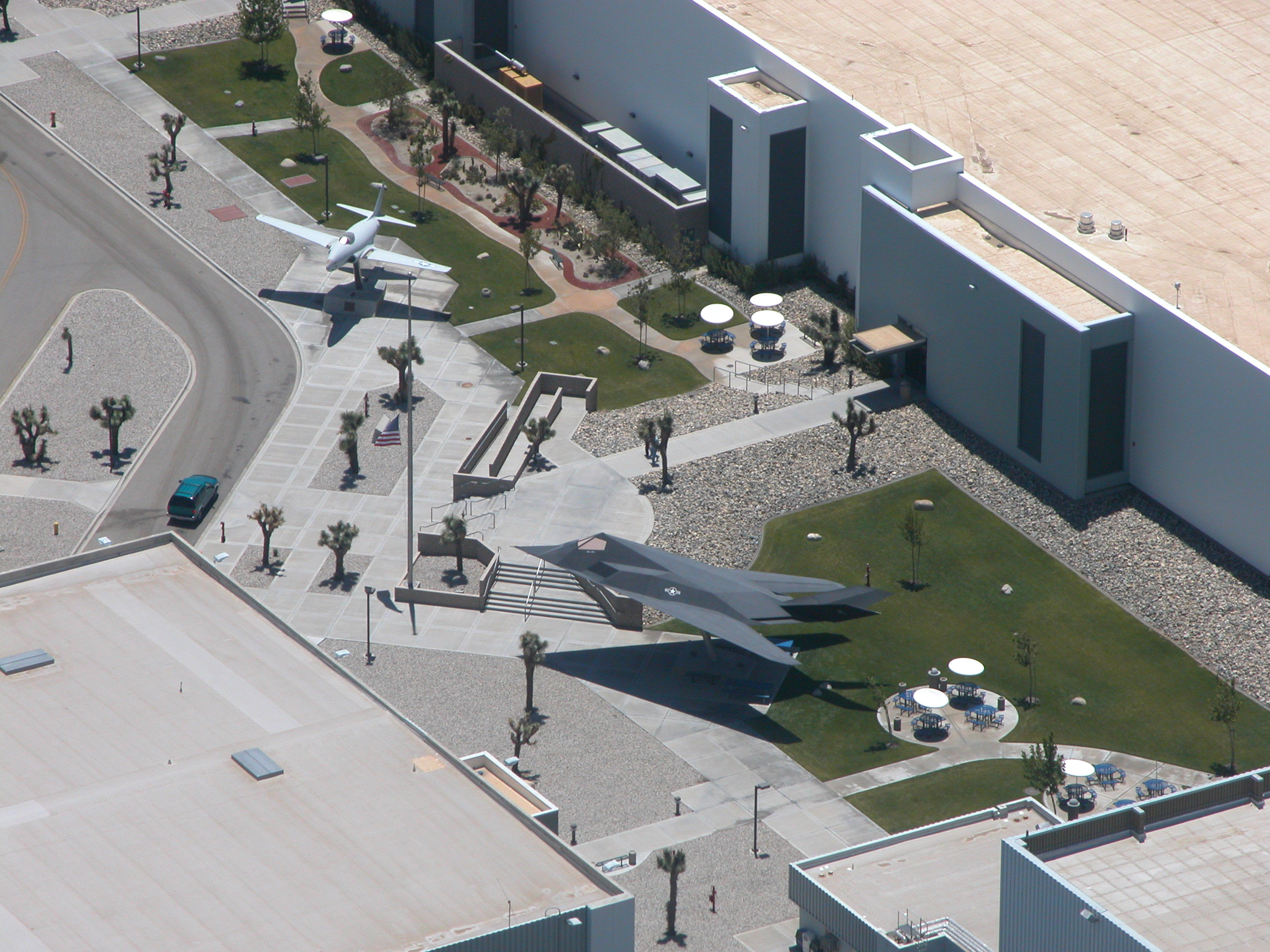
Entrén till Skunk Works anläggning i Palmdale i Kalifornien i juni 2004.

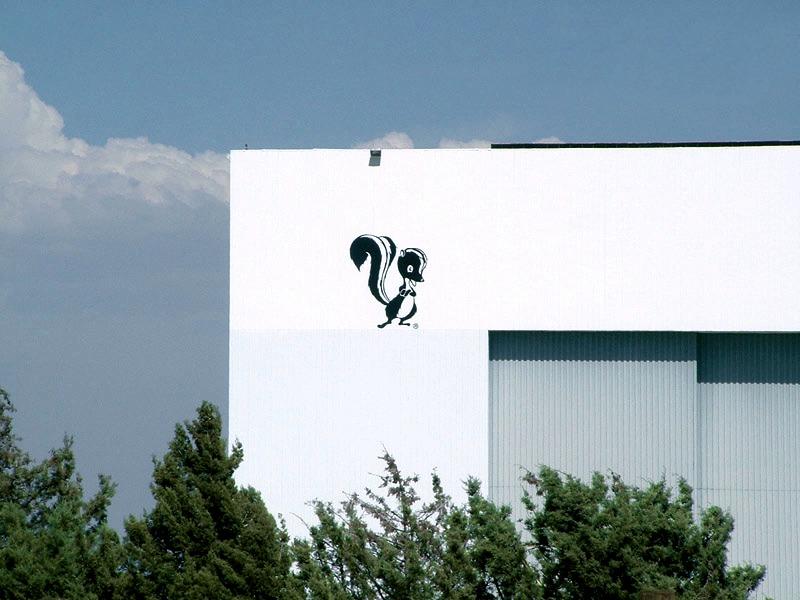
Logotypen med en skunk.

Lockheed Martin Advanced Development Programs, mer känd under smeknamnet Skunk Works, är en avdelning inom försvarsjätten Lockheed Martins dotterbolag Lockheed Martin Aeronautics, som utvecklar nya typer av flygplan för militärt bruk. 
Avdelningen är känd för att bland annat tagit fram flygplan som U-2, SR-71 Blackbird och F-117 Nighthawk.

## Bakgrund
Skunk Works startade 1939 som utvecklingsavdelningen för särskilda projekt inom Lockheed Corporation. Clarence "Kelly" Johnson ledde avdelningen från 1943 till 1975. Fram till 1989 var huvudanläggningen belägen vid Hollywood Burbank Airport i Burbank, Kalifornien. Moderbolaget Lockheed gick 1995 samman med Martin Marietta och bildade konglomeratet Lockheed Martin.